# 떡병균

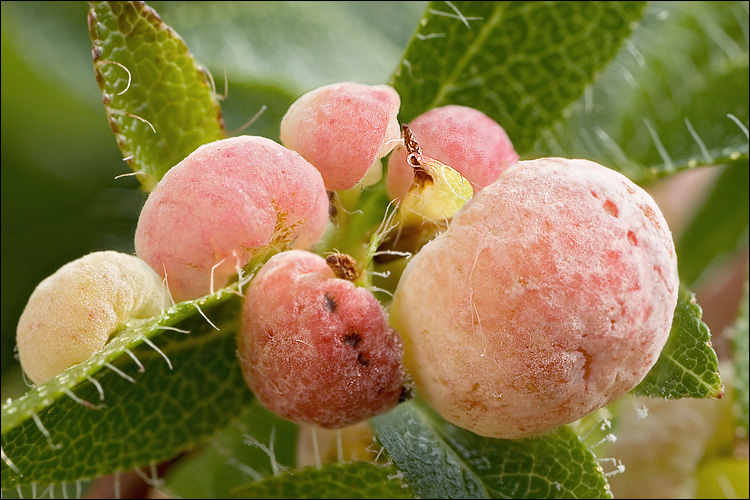

떡병균(－病菌, 학명: Exobasidium)은 떡병균과에 속하는 균류이다. 식물에 기생하면서 균혹을 만들며 자실체는 생기지 않는다. 월귤나무에 기생하는 것은 균혹의 윗면이 붉으며, 아랫면 표피 세포 사이에서는 긴 담자기가 뻗어나와 흰 자실층을 형성한다. 담자 포자는 발아할 때 발아관이 생기거나 또는 출아한다. 이들 중에는 담자기 하낭이 있는 것도 있다.